# الحرب السويدية النرويجية 1814
الحرب السويدية النرويجية، تُعرف أيضًا بالحملة ضد النرويج (بالسويدية:Fälttåget mot Norge) أو الحرب مع السويد 1814 (بالنرويجية Krigen med Sverige 1814) أو حرب الاستقلال النرويجية، تحاربت فيها السويد والنرويج في صيف عام 1814. انتهت الحرب بنصرٍ سويدي وبإقحام النرويج في الممالك المتحدة للسويد والنرويج، وهو اتحاد مع السويد تحت حكم الملك السويدي كارل الرابع عشر يوهان ولكن مع أن يكون للنرويج دستورها وبرلمانها.

## الخلفية

### معاهدة كيل
في مطلع عام 1812، قبل الغزو النابليوني لروسيا، كان ولي العهد السويدي كارل يوهان قد دخل في اتفاقية مع القيصر أليكساندر الأول تنصّ على دعم روسيا لهجوم سويدي على النرويج بهدف إرغام اتحاد الدانمارك النرويج على التخلي عن جزئه الشمالي إلى السويد. رُفض الهجوم السويدي على النرويج، ووُجّهت القوات السويدية عوضًا عن ذلك ضد فرنسا في أوروبا الوسطى. نُشرت القوات السويدية ضد قوات نابليون نتيجة للاتفاقيات بين كارل يوهان ودبلوماسيين من المملكة المتحدة وبروسيا، الأمر الذي أشار إلى أنه سيجري التخلي عن النرويج إلى السويد بعد هزم فرنسا وحلفائها (من بينهم الدانمارك النرويج).
بموجب معاهدة كيل الموقّعة في يناير 1814، كان على ملك اتحاد الدانمارك والنرويج فريدريك السادس التخلي عن النرويج إلى ملك السويد، نظرًا لتحالف اتحاد النرويج والدانمارك مع فرنسا، وهزيمتها خلال المراحل اللاحقة من الحروب النابليونية. إلا أن النرويجيين لم يقبلوا بهذه المعاهدة.

### الجمعية التأسيسية النرويجية
أخذ أمير الدانمارك كريستيان فريدريك، الوريث المفترض لعرشي الدانمارك والنرويج والحاكم العام للنرويج، زمام قيادة التمرد ودعا إلى عقد جمعية دستورية. تبنّت الجمعية هذه الدستور الليبرالي الذي أُقرّ في 17 مايو، والتي انتخبت أيضًا كريستيان فريدريك ملكًا للنرويج المستقلة.
بصفته رأس الدولة الجديدة حاول كريستيان فريدريك باستماتة نيل الدعم من المملكة المتحدة، أو من أي قوة كبرى أخرى ضمن حرب التحالف السادس، بهدف الحفاظ على استقلال النرويج. ومع ذلك، لم يمنح الدبلوماسيون الأجانب أي أمل بأي دعمٍ خارجي للنرويجيين.

## الجيوش
حشد الجيش النرويجي 30,000 رجل، واتخذوا مواقع بعيدة عن الحدود مع السويد، خوفًا من أن يجري الالتفاف عليهم. كان لدى البحرية النرويجية سفن قليلة، وتمركز معظمها عند جزر هفالر الأقرب إلى السويد.
تألّف الجيش السويدي من 45,000 رجل من جنود أصحاب خبرة وجيّدي التجهيز. كان لدى البحرية السويدية عدد من السفن الضخمة وقدرة على التحرك وإنزال القوات.

### القادة الرئيسيون
- جان بابتيست بيرنادوت – مارشال سابق لفرنسا ووريث مفترض للعرش السويدي
- مانيوس بيورنشتيرنا – جنرال سويدي
- جوهان كلينغينبيرج سيجيرشتيد – لواء نرويجي
- فريدريك جوتشالك فون هاكسثاوزن – وزير مالية نرويجي ومسؤول شؤون إدارية

## الحرب
بدأ القتال في 26 يوليو بهجوم بحري سويدي خاطف على الزوارق الحربية النرويجية عند هفالر. كان الجيش النرويجي قد أخلى مواقعه وتمكنت السفن من الهرب، غير أنها لم تشارك في بقية الحرب. أتى الهجوم السويدي الرئيسي عبر الحدود عند هالدين، والتفّ حول قلعة فريدريكشتين محيطًا بها، ومن ثم تابع طريقه نحو الشمال، في حين نزلت قوة قوامها 6,000 جندي عند كراكيروي خارج فريدريكشتاد. أعلنت هذه المدينة استسلامها في اليوم التالي. كانت تلك بداية لتكنيك الكماشة حول القسم الرئيسي من الجيش النرويجي في راكشتاد.
على الجبهة تجاه كونجسفينجر كانت القوات متكافئةً، أوقف الجيش النرويجي في النهاية التقدم السويدي في ليير في 2 أغسطس، وحقق نصرًا آخر في ماتراند في 5 أغسطس. في 3 أغسطس، وصل الملك كريستيان فريدريك إلى الجبهة عند أوتسفولد واقتنع بتغيير استراتيجيته واستخدام 6,000 رجل متمركزين عند راكشتادفي بهجوم مضاد على السويديين. صدر أمر الهجوم المضاد في 5 أغسطس، إلا أن الأمر ألغي بعد ساعات قليلة.